# A Estrangeira
A Estrangeira é um filme português de 1982, realizado por João Mário Grilo e estrelado por Fernando Rey e Teresa Madruga.

## Elenco
- Fernando Rey como André
- Teresa Madruga como Eva
- Carole Courtoy como Laura
- Mariana Villar como Ana
- José Bonneville como José (criança)
- Diogo Dória como Jorge
- Maria de Medeiros como Ana (criança)
- Luís Couto como General Conde de Olivares
- Artur Semedo como Nunes
- Simone de Oliveira como Clara
- André Gomes como Diogo Alves